# Rolo de León
Rodolfo Ernesto de León Trejos (21 de junio de 1971-Ciudad de Panamá, 7 de febrero de 2024), más conocido como Rolo de León, fue un cantante, locutor y presentador de televisión panameño, conocido por haber sido vocalista del grupo de reggae Comando Tiburón.

## Carrera
Rodolfo de León inició su trayectoria a principios de los años 90 como locutor y disc jockey en la emisora SuperQ de Panamá, donde surgió la creación de «El Show de Comando Tiburón» en 1995, junto a Edgar Pozo "DJ Flecha" y Magnético.
Tras el éxito del programa radial, se creó el grupo musical Comando Tiburón, donde compusieron sus propios temas y se convirtió en uno de los grupos de reggae más exitosos del Istmo. Junto al grupo tuvo la oportunidad de hacer giras en distintos festivales internacionales y dirigir varios en Panamá. El grupo se disolvió en 2015, tras veinte años de trayectoria.
En sus últimos años, de León se dedicó a ser el locutor de las emisora radiales de la empresa Medcom, Telemetro Radio (104.1FM) y Caliente, además de ser presentador del programa matutino Tu Mañana, que lleva más de veinticinco años al aire. También se sinceró en muchas ocasiones sobre sus problemas de salud, pues sufrió por muchos años de sobrepeso, lo que desembocó en otros problemas de salud como diabetes y apnea del sueño.
Falleció el 7 de febrero de 2024 en la Ciudad de Panamá, tras batallar contra un cáncer de páncreas detectado a finales de 2023.